# Puttelange-lès-Thionville
Pour les articles homonymes, voir Puttelange.
Puttelange-lès-Thionville est une commune française située dans le département de la Moselle en région Grand Est.
Ancienne seigneurie luxembourgeoise, Puttelange est française depuis 1769.

## Géographie
Le village est situé au nord-est de la ville de Thionville et à l'est de Rodemack. La commune a été réputée pour sa carrière de « Gries ». À partir de celle-ci un panorama en direction de la frontière luxembourgeoise à Mondorff (France) respectivement Mondorf-les-Bains (Luxembourg) permet de distinguer un clocher à bulbe.

### Localisation
La commune est composée de Puttelange-lès-Thionville, Halling, Himeling et la ferme de Hasensprung.

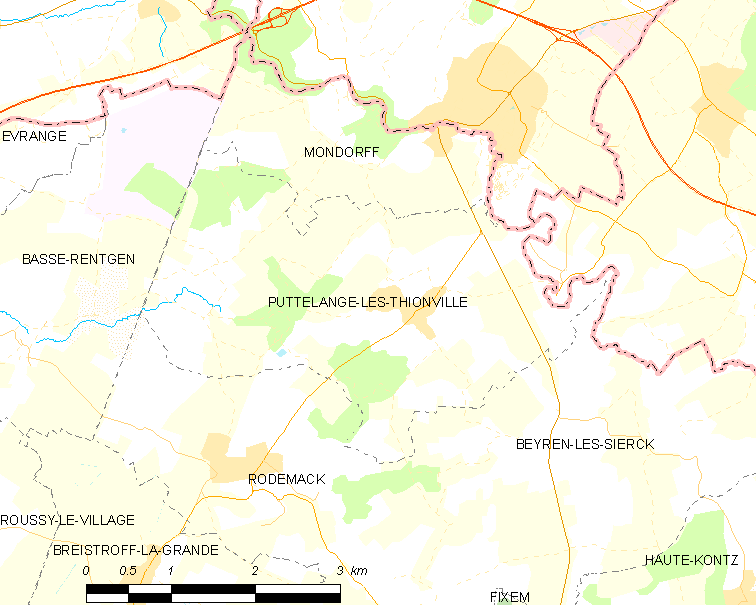
Carte de la commune.

### Communes limitrophes
|               | Mondorff                  | Schengen ( Luxembourg) |
| Basse-Rentgen | Puttelange-lès-Thionville |                        |
| Rodemack      |                           | Beyren-lès-Sierck      |

### Hydrographie
La commune est située dans le bassin versant du Rhin au sein du bassin Rhin-Meuse. Elle est drainée par le ruisseau de Beyren, le ruisseau l'Altbach et le ruisseau d'Himeling.
Le Beyren, d'une longueur totale de 19,4 km, prend sa source dans la commune de Zoufftgen et se jette  dans  Ruisseau de Boler à Gavisse, après avoir traversé sept communes.
Le ruisseau l'Altbach, d'une longueur totale de 16,6 km, prend sa source dans la commune de Mondorff et se jette  dans la Moselle à Haute-Kontz, après avoir traversé cinq communes.

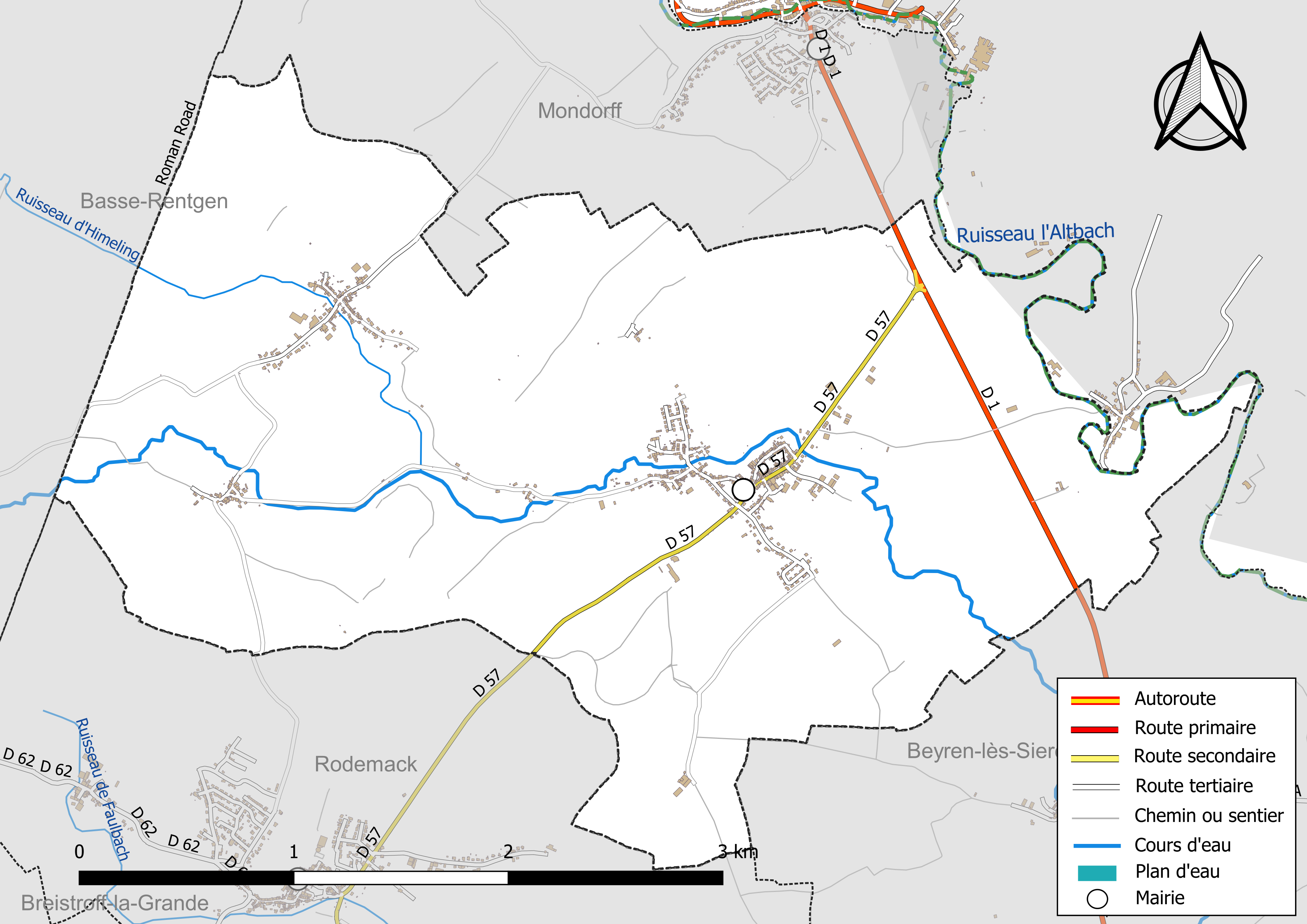
Réseaux hydrographique et routier de Puttelange-lès-Thionville.

La qualité des eaux des principaux cours d’eau de la commune, notamment du ruisseau de Beyren et du ruisseau l'Altbach, peut être consultée sur un site dédié géré par les agences de l’eau et l’Agence française pour la biodiversité.

### Climat
Pour des articles plus généraux, voir Climat du Grand Est et Climat de la Moselle.
En 2010, le climat de la commune est de type climat des marges montargnardes, selon une étude du Centre national de la recherche scientifique s'appuyant sur une série de données couvrant la période 1971-2000. En 2020, Météo-France publie une typologie des climats de la France métropolitaine dans laquelle la commune est exposée à un climat semi-continental et est dans la région climatique  Lorraine, plateau de Langres, Morvan, caractérisée par un hiver rude (1,5 °C), des vents modérés et des brouillards fréquents en automne et hiver. 
Pour la période 1971-2000, la température annuelle moyenne est de 9,8 °C, avec une amplitude thermique annuelle de 16,5 °C. Le cumul annuel moyen de précipitations est de 809 mm, avec 12,3 jours de précipitations en janvier et 9,3 jours en juillet. Pour la période 1991-2020, la température moyenne annuelle observée sur la station météorologique de Météo-France la plus proche, « Malancourt », sur la commune d'Amnéville à 26 km à vol d'oiseau, est de 10,2 °C et le cumul annuel moyen de précipitations est de 884,1 mm. 
La température maximale relevée sur cette station est de 39,3 °C, atteinte le 25 juillet 2019 ; la température minimale est de −17,9 °C, atteinte le 5 janvier 1985,,. 
Les paramètres climatiques de la commune ont été estimés pour le milieu du siècle (2041-2070) selon différents scénarios d'émission de gaz à effet de serre à partir des nouvelles projections climatiques de référence DRIAS-2020. Ils sont consultables sur un site dédié publié par Météo-France en novembre 2022.

## Urbanisme

### Typologie
Au 1er janvier 2024, Puttelange-lès-Thionville est catégorisée commune rurale à habitat dispersé, selon la nouvelle grille communale de densité à sept niveaux définie par l'Insee en 2022.
Elle est située hors unité urbaine. Par ailleurs la commune fait partie de l'aire d'attraction de Luxembourg (partie française), dont elle est une commune de la couronne,. Cette aire, qui regroupe 115 communes, est catégorisée dans les aires de 700 000 habitants ou plus (hors Paris),.

### Occupation des sols
L'occupation des sols de la commune, telle qu'elle ressort de la base de données européenne d’occupation biophysique des sols Corine Land Cover (CLC), est marquée par l'importance des territoires agricoles (82,8 % en 2018), en diminution par rapport à 1990 (83,9 %). La répartition détaillée en 2018 est la suivante : 
prairies (42,8 %), terres arables (40 %), forêts (13,5 %), zones urbanisées (3,6 %), espaces verts artificialisés, non agricoles (0,1 %). L'évolution de l’occupation des sols de la commune et de ses infrastructures peut être observée sur les différentes représentations cartographiques du territoire : la carte de Cassini (XVIIIe siècle), la carte d'état-major (1820-1866) et les cartes ou photos aériennes de l'IGN pour la période actuelle (1950 à aujourd'hui).

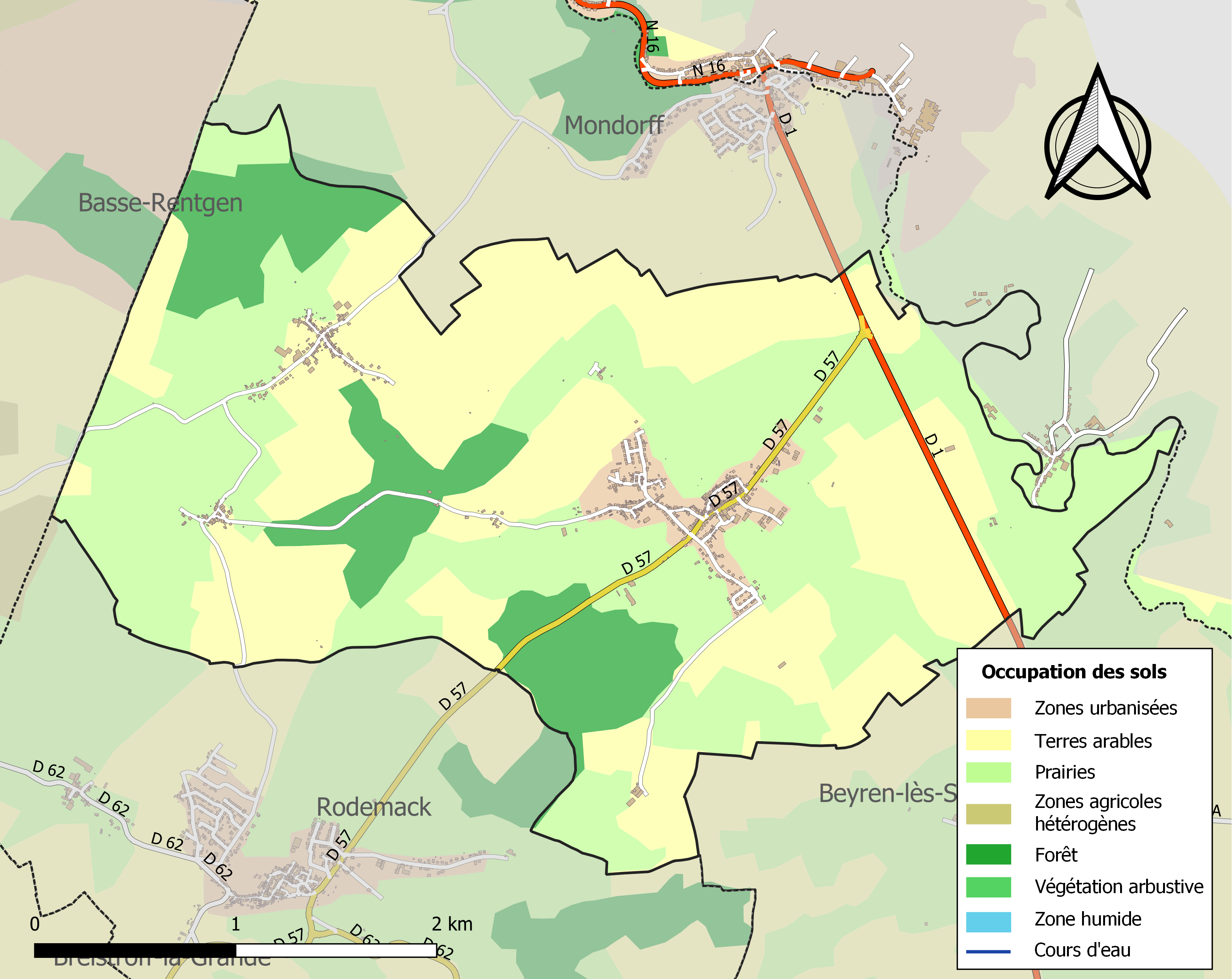
Carte des infrastructures et de l'occupation des sols de la commune en 2018 (CLC).

## Toponymie

### Puttelange
- Anciennes mentions : Puthilingen et Putlinga (907), Putilingin (1161), Putlenges (1312), Putlengen (1429), Puttlingen (XVIIIe siècle), Putelange (1723)[1], Puttlingen ou Puttlange-lez-Rodemacher (1863)[16].
- En francique lorrain : Pëttléngen et Pëttléng. En allemand : Pitlingen bei Rodenmachern[1] et Püttlingen[16].
- Dénommée Puttelange-lès-Rodemack durant le XIXe siècle, la commune changea son nom malgré les 22 km qui la séparent de son chef-lieu d'arrondissement, Thionville.

Le suffixe -ange est la forme donnée (renommage administratif)  à la place du suffixe germanique -ing (« domaine »), lors de l'avancée du Duché de Bar vers 1200. Le nom des villages ayant leur finale en -ing ou -ingen a été francisé par onomatopée en -ange.

### Himeling
- Hiemelinga (1084), Himmelingen (1749).
- En francique lorrain : Himeléng, Himléng, Himléngen. En allemand : Himmelingen[1].

### Halling
- Haldingen (1501-1537)[19], Halling (1756).
- En francique lorrain : Haléngen et Haléng. En allemand : Hallingen bei Pütlingen[1].

## Histoire
Les prospections archéologiques menées sur les bans de Puttelange-Halling-Himeling ont permis d'étudier d'importantes stations préhistoriques, polissoirs néolithiques, et vestiges gallo-romains.
Il est fait mention de Puttelange dans une charte de l'an 907 par laquelle Vodelbertus, prêtre, fait don à l'abbaye d'Echternach des biens qu'il possédait à Puttelange, dont la situation est décrite comme suit : In pago muslacensi in comitatu Liuthardi in villa vel marca Putlinga.
À Puttelange se trouve un petit château qui a été construit en 1653 par Thomas Ryaville. Il y passait jadis une voie romaine qui contournait le château entouré de fossés. Le maire donna l'ordre en 1779 d'y construire un moulin. Il est situé dans un vallon au nord de la commune et un peu à l'écart du village. Sa famille fondatrice était alliée à la famille des seigneurs de Rodemack. Elle comprend dans sa filiation le musicien et compositeur autrichien Jean Vesque de Puttelange Johann Vesque von Püttlingen (de Puttelange), dit Hoven (pseudonyme).
L'église baroque Saint-Rémi de Puttelange fut construite en 1754, l'autel et la chaire au XVIIIe siècle. Elle possède une collection de statues polychromes réalisées dans un atelier de Mondorf au siècle dernier.
Sur la commune se trouvent de nombreux calvaires du XVIIe et XVIIIe, le principal est la mise au tombeau de 1688.
Puttelange produisait du vin en 1841 et possédait un four à chaux. L'activité de la viticulture a cédé le pas progressivement à la fin du XIXe siècle sous l'effet de la concurrence des vins du midi acheminés facilement par le réseau ferroviaire.
Mais son activité économique principale a été centrée sur la carrière de gries que l'on rejoignait par un petit chemin de fer dénommé la Jangelschoen. Les pavés extraits de la carrière et la sable qu'on y extrayait ont servi dans la construction des routes, l'approvisionnement des hauts fourneaux et lorsque l'occasion s'est présentée dans la construction des fortifications de la ligne Maginot distante d'une dizaine de kilomètres (ouvrage de l'Immerhof à Hettange et la grande ligne de forts installé dans les bois de Cattenom). Les grès de Puttelange aussi réputés que ceux de la carrière de Hettange-Grande ont une notoriété importante au XIXe siècle et ont servi au développement urbain de différentes villes de Moselle et notamment de la ville de Metz.
Puttelange possède un moulin : le moulin Hoffmann qui a servi jusque dans les années 1970 pour de nombreuses productions (seigle, froment). Le moulin Hoffmann est dirigé par cette famille de meuniers originaires du Luxembourg depuis le début du siècle dernier. Le moulin de Puttelange est le seul de la région à avoir conservé intacts ses mécanismes et le propriétaire du moulin continue à faire fonctionner la turbine pour ses besoins personnels, à destination de l'alimentation animale. C'est dans ce cas et après une côte de 8 mètres une turbine de petite taille. Le procédé de fabrication est cependant récent, car la famille meunière avait remplacé progressivement les vieilles roues dentées par un système de concassage par la roue anglaise. Le dispositif actuel permet de convertir la force du ruisseau en énergie, parce que la rivière et le bief sont assez bien entretenus : même si toutefois nous assistons à un appauvrissement du débit de l'eau dans le secteur.
La réserve naturelle du Grund constitue une restitution à la nature de la vieille carrière de gries. C'est selon les mots de Jean-Marie Pelt, botaniste et natif de Rodemack, que nous sommes dans la partie la plus orientale du règne d'une variété en voie de disparition d'une orchidée. Mais le site traversé par un sentier et ouvert sur des vues panoramiques, est de plus en plus envahie par la forêt à l'exception des pelouses calcaires. C'est le conservatoire des sites lorrains et une association du secteur qui sont chargés de l'entretien de cette réserve
La réserve géologique de Hettange-Grande est chargée d'étudier les différents sites carriers du secteur (carrières de Hettange, Boust, Puttelange). Ces différentes carrières appartiennent au stratotype de l'Hettangien, qui correspond à un étage du système jurassique. Il y a environ 200 millions d'années la mer de Téthys recouvrait l'ensemble du secteur à proximité des rives du golfe du Luxembourg.

### Seigneurie de Puttelange
La commune de Puttelange-lès-Thionville est une ancienne seigneurie luxembourgeoise qui appartenait au XIVe siècle à Thilman de Rodemack, au XVIe siècle aux Larochette, en 1749 aux Haen de Bourg Esch et en 1778 au marquis de Dampont, qui fut guillotiné à Metz en 1794. Les barons d'Huart lui succédèrent.
La seigneurie de Puttelange avait été de tout temps comptée comme une justicerie dépendant de la prévôté de Luxembourg, comme telle, et comme demeurée étrangère à la prévôté de Thionville. Le traité des Pyrénées n'en avait pas stipulé l'abandon à la France ; pas moins en 1680, durant la guerre, le bailliage de Thionville en prit possession et s'y maintint même à la paix, malgré les réclamations souvent réitérées des souverains de Luxembourg. Ce différend ne fut définitivement réglé qu'en 1769, date à laquelle un traité des limites laissa au royaume de France les parties de la seigneurie de Puttelange.

## Politique et administration

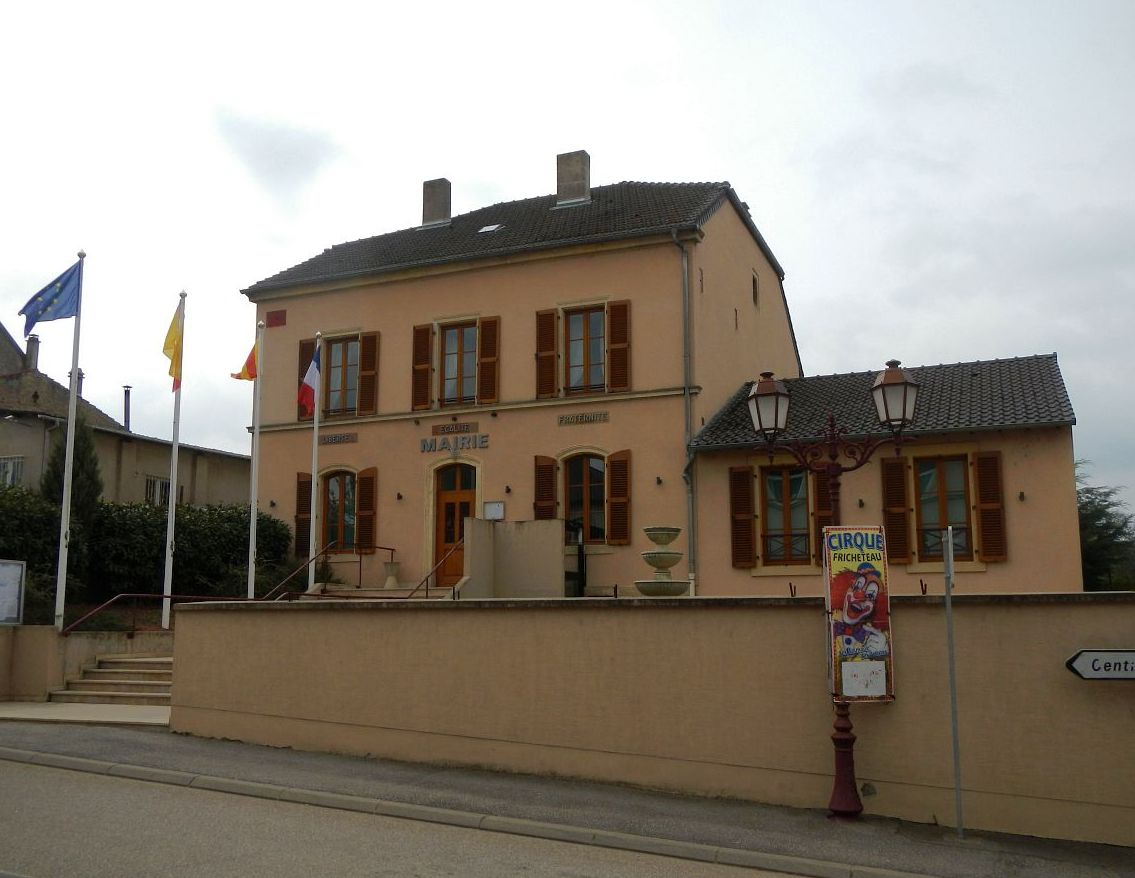
La mairie.

| Période | Période  | Identité     | Étiquette | Qualité |
| ------- | -------- | ------------ | --------- | ------- |
| 1970    | 2014     | Lucien Klein | ?         | Maire   |
| 2014    | En cours | Joseph Ghamo | ?         | Maire   |

## Démographie
L'évolution du nombre d'habitants est connue à travers les recensements de la population effectués dans la commune depuis 1793. Pour les communes de moins de 10 000 habitants, une enquête de recensement portant sur toute la population est réalisée tous les cinq ans, les populations de référence des années intermédiaires étant quant à elles estimées par interpolation ou extrapolation. Pour la commune, le premier recensement exhaustif entrant dans le cadre du nouveau dispositif a été réalisé en 2004.

En 2022, la commune comptait 1 033 habitants, en évolution de +7,94 % par rapport à 2016 (Moselle : +0,52 %, France hors Mayotte : +2,11 %).
| 1793 | 1800 | 1806 | 1821 | 1836 | 1841 | 1861 | 1866 | 1871 |
| ---- | ---- | ---- | ---- | ---- | ---- | ---- | ---- | ---- |
| 477  | 528  | 329  | 680  | 980  | 966  | 840  | 845  | 782  |

| 1875 | 1880 | 1885 | 1890 | 1895 | 1900 | 1905 | 1910 | 1921 |
| ---- | ---- | ---- | ---- | ---- | ---- | ---- | ---- | ---- |
| 714  | 751  | 792  | 721  | 674  | 663  | 681  | 715  | 664  |

| 1926 | 1931 | 1936 | 1946 | 1954 | 1962 | 1968 | 1975 | 1982 |
| ---- | ---- | ---- | ---- | ---- | ---- | ---- | ---- | ---- |
| 623  | 586  | 575  | 514  | 502  | 491  | 476  | 478  | 506  |

| 1990 | 1999 | 2004 | 2006 | 2009 | 2014 | 2019  | 2022  | - |
| ---- | ---- | ---- | ---- | ---- | ---- | ----- | ----- | - |
| 510  | 611  | 761  | 887  | 903  | 946  | 1 009 | 1 033 | - |

## Culture locale et patrimoine

### Lieux et monuments
- Abri sous roche (« Grotte ») ;
- Passage d'une voie romaine ;
- Vestiges sur un rocher dans le bois au nord du château actuel. Le château primitif datant du Moyen Âge, fut incendié en 1389. Il appartient jusqu'au XVIe siècle à une branche collatérale de la famille de Rodemack, puis aux Larochette ;
- Château fort (« La Burg ») entouré de fossés, douves ; pont. Le château actuel reconstruit 150 mètres au sud-ouest du château primitif, milieu XVIIe siècle (date 1653 portée sur le linteau de la porte piétonne du logis) par la famille de Ryaville. Les vestiges d'un bâtiment, qui aurait été la chapelle castrale, comprennent en remploi provenant du château primitif plusieurs baies à linteau trilobé. Après 1736, le château est successivement propriété des familles de Dampont puis d'Huart. Au milieu du XXe siècle, toitures du logis refaites, les lucarnes et les croisées de plusieurs fenêtres sont supprimées ;
- le moulin Hoffmann ;
- la carrière de gries du Grund ;
- la réserve naturelle biologique du Grund ;
- des croix de Bildstocks ;
- la rivière Dollbach ;
- des plaques commémoratives en pierre ;
- Doempel.

#### Édifices religieux
- Église paroissiale baroque Saint-Remi, fondée par les bénédictins de l'abbaye d'Echternach, reconstruite en 1754 (date portée sur la clef du portail de la tour clocher) et 1755 (date portée sur la clef de l'arc triomphal). Autels et chaire XVIIIe siècle ; fresques 1773 signées Millim ; toile du baptême de Clovis 1609.
- Chapelle Saint-Antoine-de-Padoue.
- Chapelle Saint-Willibrord à Halling, construite en 1741, date portée sur la façade occidentale et sans doute restaurée en 1762, date portée sur la clef du portail de la façade occidentale.
- Chapelle Saint-Quirin à Himeling, construite en 1863.
- Chapelle-oratoire à Schloesserei, construit en 1820, date portée ; murs et toitures restaurés 1re moitié XXe siècle
- Nombreux calvaires XVIIe siècle/XVIIIe siècle; calvaire avec Mise au tombeau 1688 ; croix-colonne 1744.

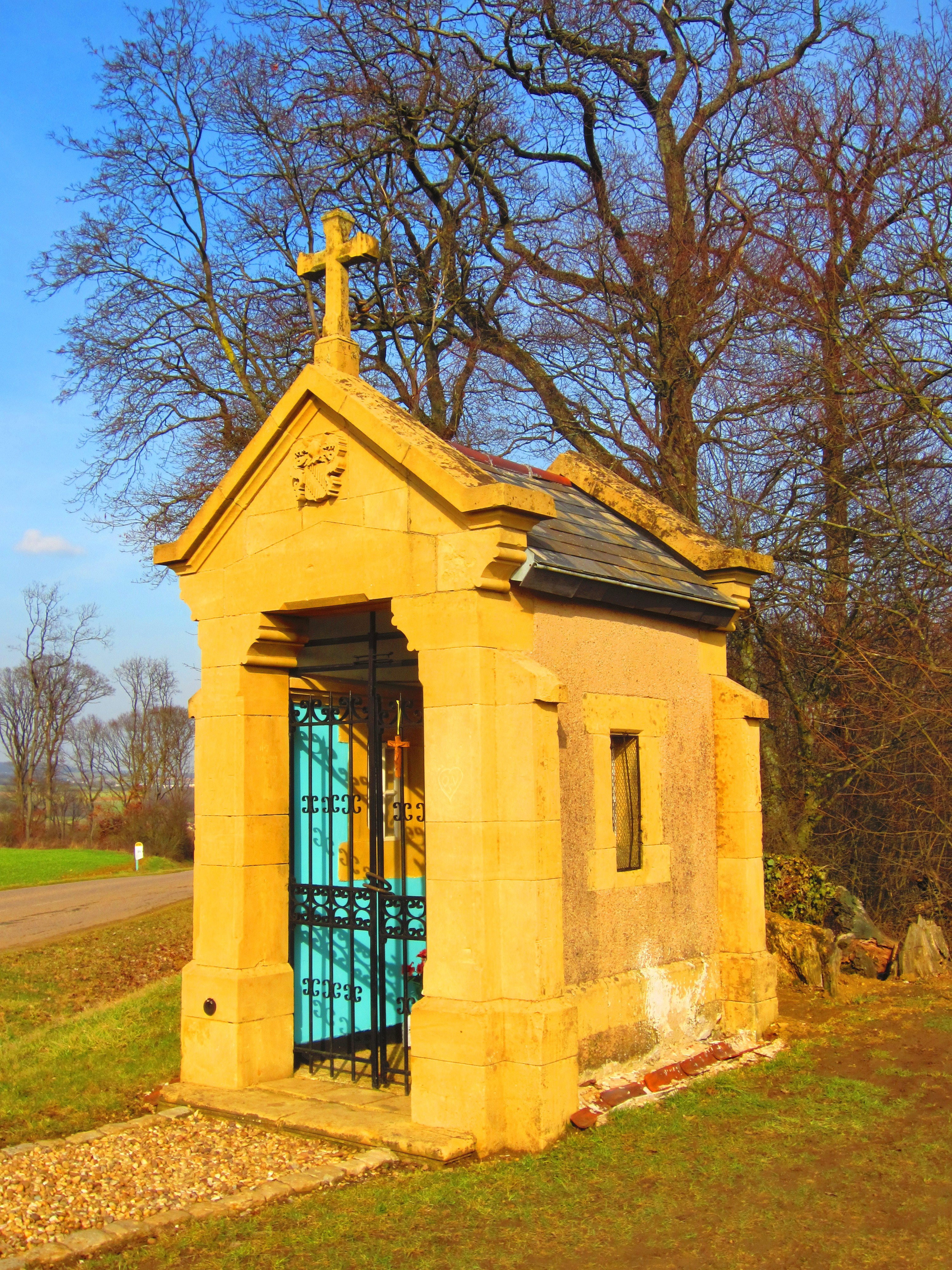
Chapelle Saint-Antoine-de-Padoue.
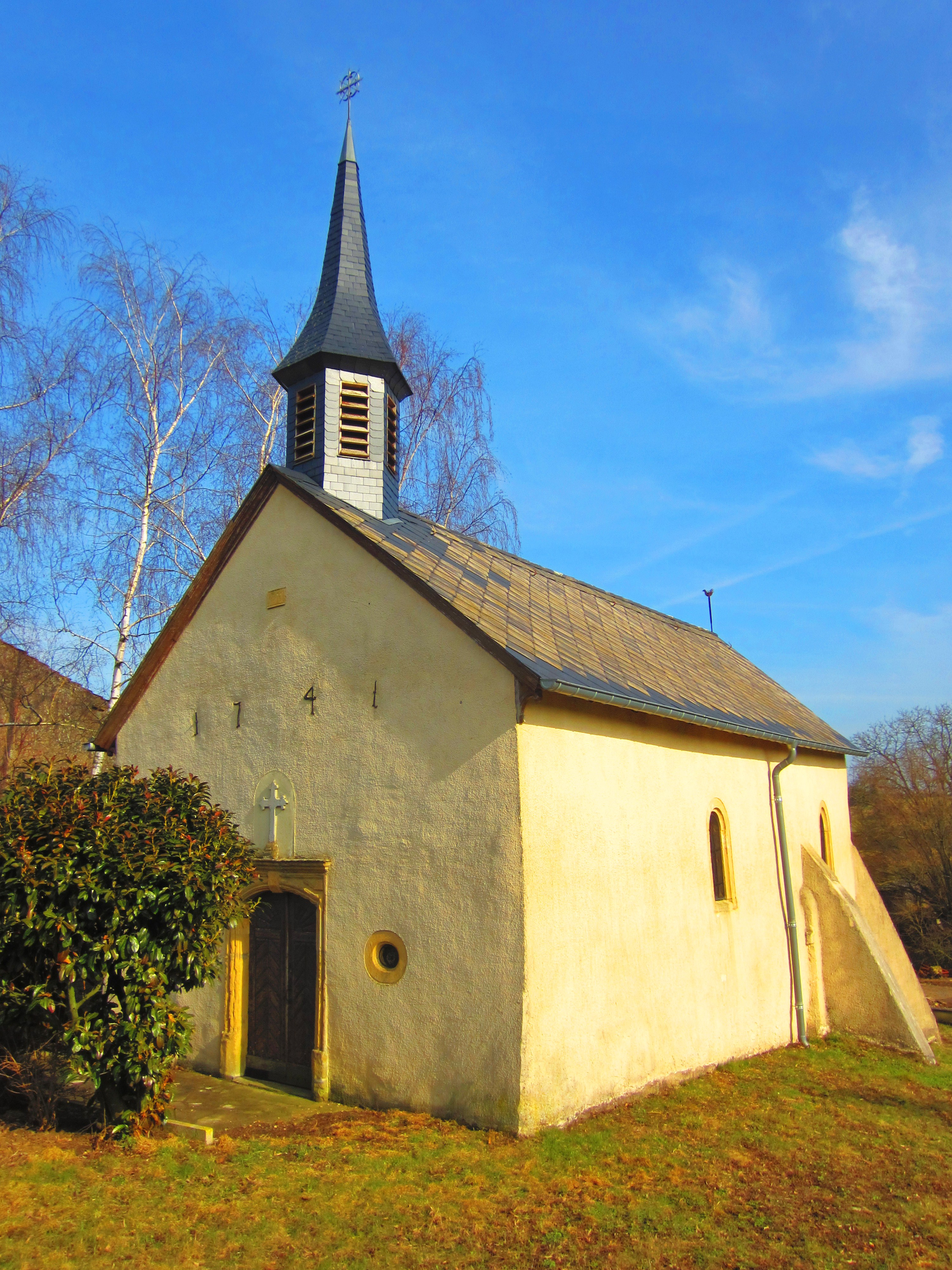
Chapelle Saint Willibrord à Halling.
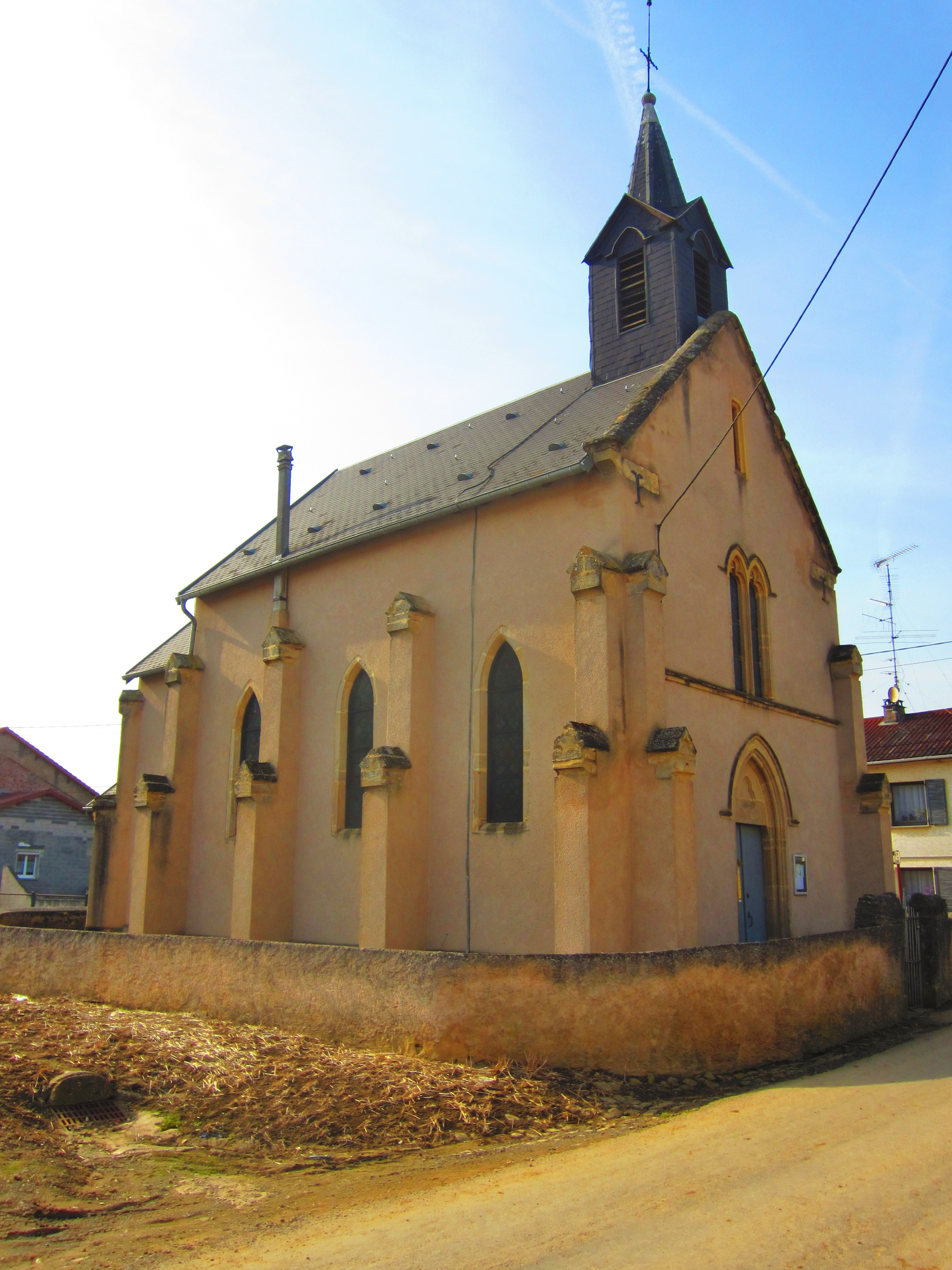
Chapelle Saint-Quirin à Himeling.
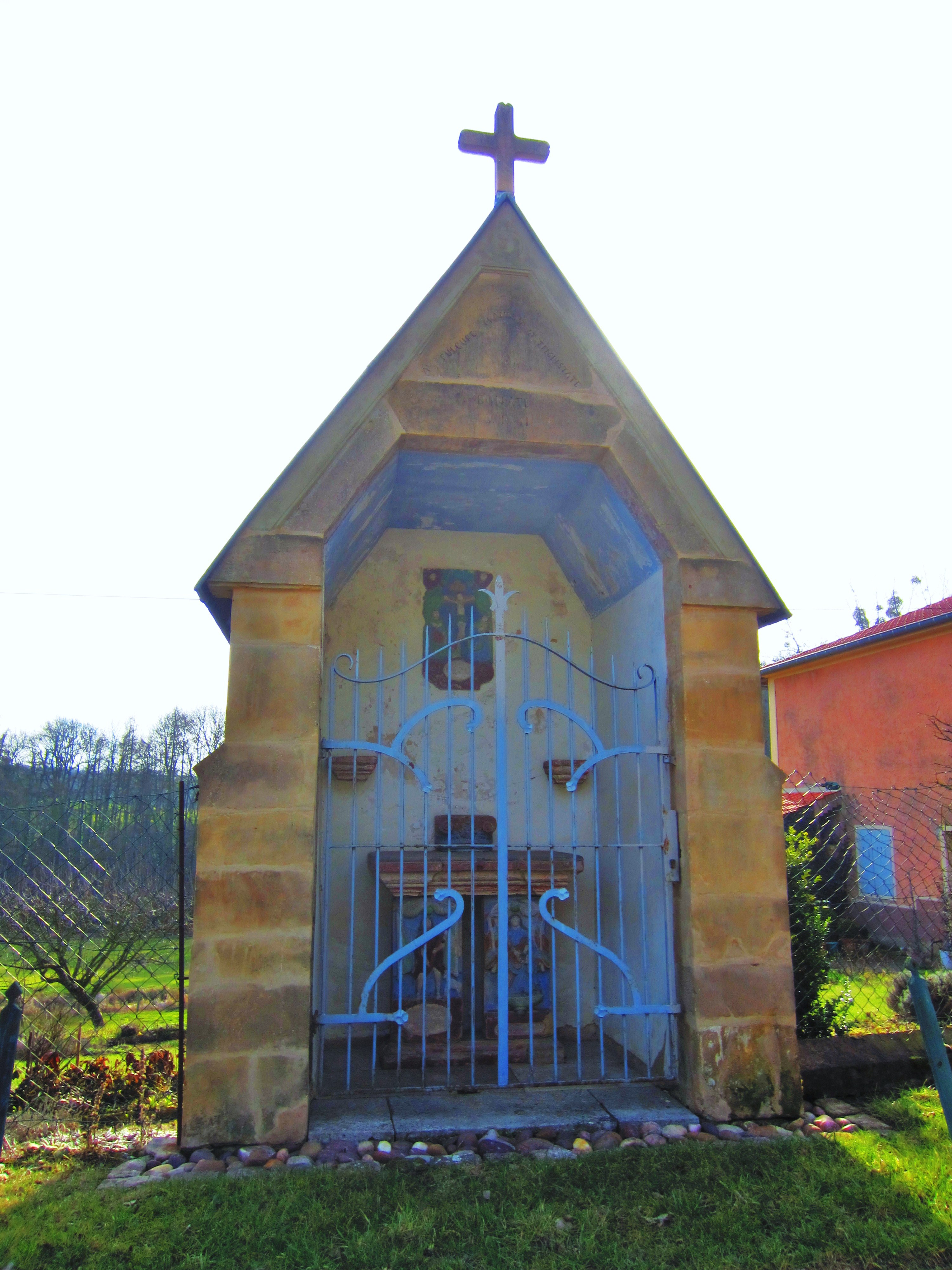
Chapelle-oratoire à Schloesserei.

### Personnalités liées à la commune
- Jean Vesque von Puttlingen, compositeur de musique autrichien (1803-1883), descendant de la famille Vesque de Puttelange.

### Héraldique
| Blason de Puttelange-lès-Thionville | Blason  | D'or à trois pals de gueules,. |
| Blason de Puttelange-lès-Thionville | Détails |                                |